# Ashley Westwood
Ashley Roy Westwood (1 d'abril de 1990) és un futbolista professional anglès que juga de centrecampista pel Burnley FC de la Premier League.